# ۹۳۳ (میلادی)
۹۳۳ (میلادی) نهصد و سی و سومین سال تقویم میلادی است.

## درگذشتگان
1. مرگ هارالد یکم نخستین پادشاه نروژ [۱]

‎